# Arbre bronchique
L'arbre bronchique, appelé aussi arbre trachéo-bronchique, est l'ensemble des structures véhiculant l'air inspiré et expiré, entre le larynx et les alvéoles pulmonaires. L'arbre bronchique fait partie intégrante du système respiratoire, zone de conduction des voies aériennes inférieures.

## Anatomie

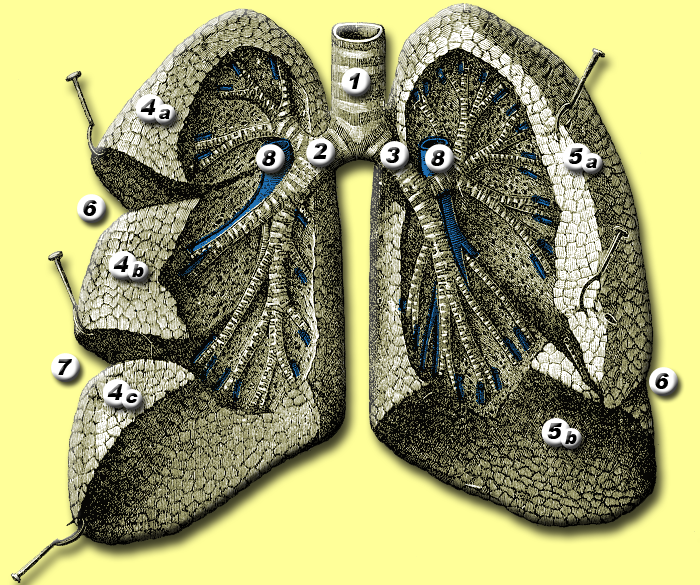
Dessin des deux poumons réclinés, apparition de l'arbre bronchique médiastinal et des artères pulmonaires.

L'arbre bronchique est constitué de divisions successives à partir de la bifurcation trachéale (divisions bronchiques variant entre 23 et 28, parmi lesquelles les 9 à 12 premières sont les bronches vraies, les suivantes les bronchioles et la troisième génération, qui succède à la division lobaire, est appelée la division segmentaire). La division se fait de deux en deux (les anatomistes parlent de dichotomie bronchique), souvent irrégulière et asymétrique (le calibre de chaque ramification est supérieur à 50 % de la lumière initiale). À chaque division, la surface d'échange avec l'air inspiré augmente. En arrivant en zone respiratoire, cette augmentation de la surface d'échange bronchique permet une hématose efficace en lien avec la réduction de la vitesse de circulation de l'air inspiré.

### Trachée
La trachée (1) est chez l'homme un long tuyau d'environ 10 centimètres, s'étendant du cartilage cricoïde jusqu'à sa bifurcation en deux bronches souches principales.

### Bronches principales
Il existe une bronche principale droite (2) et une à gauche (3) (tronc souche droit et tronc souche gauche). Elles naissent de la carène de la division de la trachée. 

### Bronches lobaires
Les bronches se divisent en deux pour donner deux nouvelles bronches plus petites. Le tronc souche droit se divise pour donner trois bronches lobaires correspondant aux trois lobes pulmonaires du poumon droit (4a, 4b et 4c). La bronche principale gauche se divise pour donner deux bronches lobaires correspondant aux deux lobes pulmonaires du poumon gauche (5a et 5b).

### Bronches segmentaires
Les bronches lobaires se divisent en bronches segmentaires correspondant à la systématisation du parenchyme pulmonaire. On note pour chaque poumon, un segment :
- apical ;
- dorsal ;
- ventral ;
- latéral ;
- médial ;
- de Nelson ;
- paracardiaque ;
- ventro-basal ;
- latéro-basal ;
- termino-basal ;

dépendant d'une bronche segmentaire du même nom.

## Exploration médicale
- Fibroscopie bronchique ;
- bronchogramme ;
- radiographie de poumon ;
- scanner thoracique.